# Sybra femoralis
Sybra femoralis är en skalbaggsart som beskrevs av Stefan von Breuning 1940. Sybra femoralis ingår i släktet Sybra och familjen långhorningar. Inga underarter finns listade i Catalogue of Life.